# Hydaticus parallelus
Hydaticus parallelus är en skalbaggsart som beskrevs av Clark 1864. Hydaticus parallelus ingår i släktet Hydaticus och familjen dykare. Inga underarter finns listade i Catalogue of Life.